# داگلاس ای-۱ اسکای‌ریدر
داگلاس ای-۱ اسکای‌ریدر (به انگلیسی: Douglas A-1 Skyraider)(با نام پیشین:AD)  جنگندهٔ تهاجمی آمریکایی است که از اواخر دههٔ ۱۹۴۰ تا اوائل دههٔ ۱۹۸۰ فعال بود. این هواپیما به عنوان تنها جنگنده ملخ‌دار پیستونی که در عصر جت در کنار جنگنده‌های دارای موتور جت به عملیات می‌پرداخت شهرت زیادی داشت. اسکای‌ریدر بیش  از سه دهه برای کشورهای مختلف خدمت کرد و حتی در کنار جنگنده اف-۴ فانتوم به عملیات پرداخت. مدت زمان خدمت اسکای‌ریدر بسیار طولانی بوده و از جنگنده‌های موفق به حساب می‌آمد و حتی بال‌های راست و سرعت پایین آن الهام‌بخش توسعهٔ جت جانشین آن ای-۱۰ تاندربولت ۲ شد.
مهم‌ترین کاربران این جنگنده نیروی دریایی، تفنگداران دریایی و نیروی هوایی ایالات متحدهٔ آمریکا بودند. این هواپیما همچنین در نیروی دریایی بریتانیا، نیروی هوایی فرانسه و نیروی هوایی جمهوری ویتنام به کار گرفته می‌شد.

## طراحی و ساخت

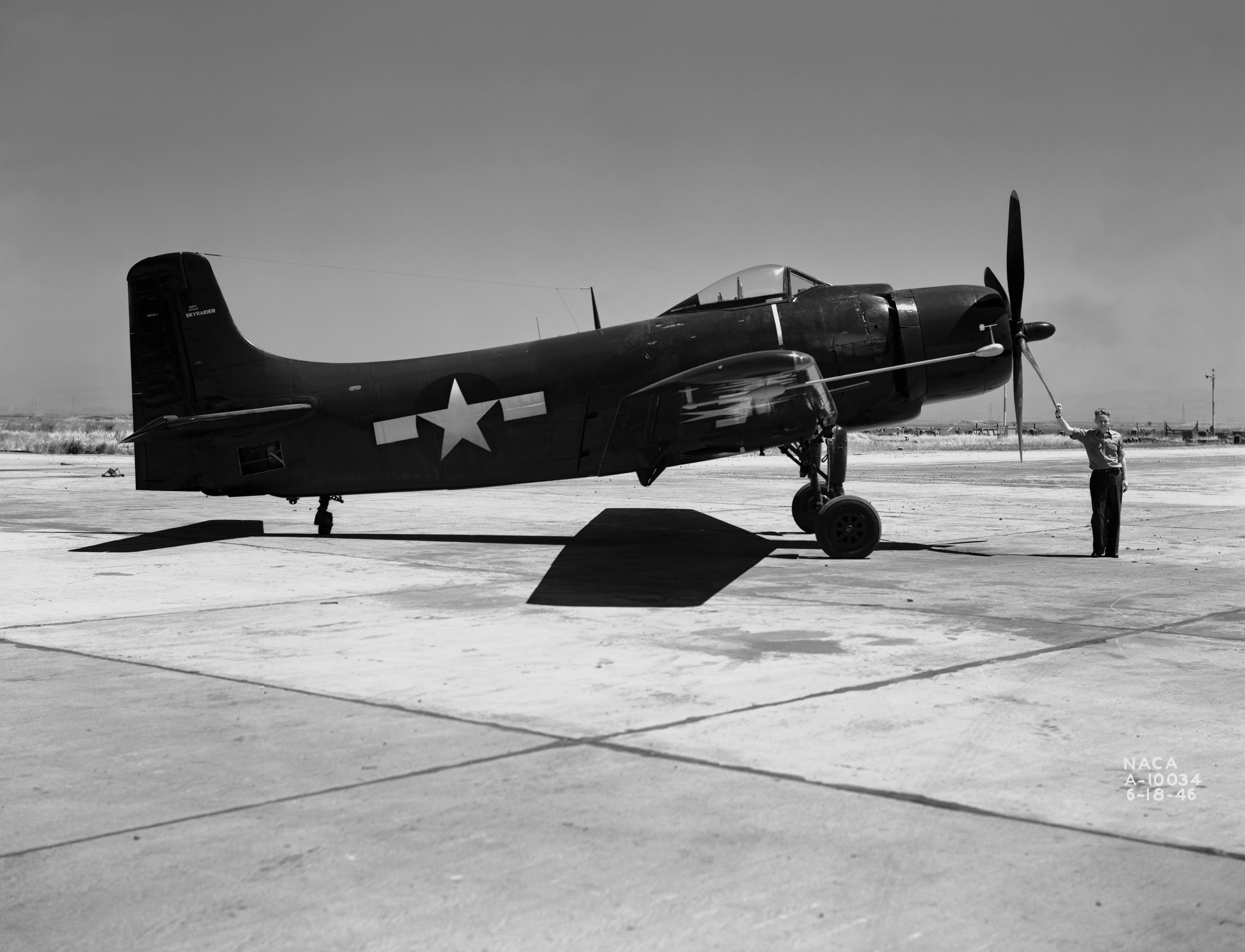
نمونهٔ اولیهُ داگلاس ایکس بی تی۲دی-۱

این جنگنده در خلال جنگ جهانی دوم طراحی شد تا نیازهای نیروی دریایی آمریکا را برای یک جنگندهٔ تک سرنشینهٔ دوربرد ناونشین با توانایی پرتاب بمب و اژدر بر طرف نماید و جانشین جنگنده‌های هلدایور و اونجر گردد. طراح این هواپیما اد هاینمن از شرکت داگلاس ارکرفت بود. نمونه‌های اولیهٔ این هواپیما در تاریخ ۶ ژوئیه ۱۹۴۴ با نام ایکس بی تی۲دی-۱ سفارش داده شد. ایکس بی تی۲دی-۱ نخستین پرواز خود را در تاریخ ۱۸ مارس ۱۹۴۵ انجام داد. نیروی دریایی آمریکا ارزشیابی این هواپیما را در مرکز آزمایش هوایی نیروی دریایی آغاز نمود. در دسامبر ۱۹۴۶ با تغییر نام به‌ای دی-۱ نخستین مرحلهٔ تحویل این هواپیما به ناوگان نیروی دریایی انجام شد.
ای دی-۱ در مرکز ال سگوندوی داگلاس در جنوب کالیفرنیا ساخته شد. وجه ممیزهٔ این جنگنده بال‌های راست آن بود که بر روی هر کدام از بال‌ها هفت جایگاه سلاح وجود داشت و همین باعث می‌شد هواپیما قدرت مانور فوق العاده و توانایی حمل مقادیر بسیاری مهمات را تا شعاع عملیاتی قابل توجهی نسبت به جت‌های فروصوت و فراصوت سنگین هم‌زمان خود داشته باشد. این هواپیما برای مأموریت‌های حمله به هدف‌های زمینی و مقابله با پدافند دشمن ویژه‌سازی شده بود که از این نظر با جنگنده‌های سریعتر مانند ووت اف۴یو کرسر یا نورث امریکن پی-۵۱ ماستنگ که برای حمل بمب ویژه‌سازی شده بودند و تا اواخر دههٔ ۱۹۶۰ در آمریکا بازنشسته شدند تفاوت داشت.
پس از مدت زمان کوتاهی از آغاز طراحی ایکس بی تی۲دی-۱ طبق بررسی‌هایی که انجام شد معلوم شد که در ازای هر صد پوند کاهش وزن مسافت لازم برای برخاست ۸ پا کاهش یافته و شعاع عملیاتی ۲۲ مایل افزایش می‌یابد و نسبت برخاست نیز تا ۱۸ پا در ثانیه افزایش پیدا می‌کند. هاینمن فوراً از مهندسان طراح خود خواست که راهی برای کاهش وزن ایکس بی تی۲دی-۱ هر چقدر هم که اینم کاهش وزن کم باشد پیدا کنند. ۷۲۰ پوند با ساده‌سازی سیستم سوخت، ۲۰۰ پوند با حذف محفظهُ داخلی بمب و افزودن جایگاه بمب، موشک و تانک سوخت زیر بال‌ها و بدنه، ۷۰ پوند با به‌کارگیری ترمز شیرجه‌ای بدنه و ۱۰۰ پوند با به نصب چرخ زیر دم مانند مدل‌های قدیمی کاهش یافت. در پایان هاینمن و مهندسان طراحش توانستند ۱۸۰۰ پوند وزن ایکس بی تی۲دی-۱ را کاهش دهند.
در آغاز ای دی‌ها دارای رنگ آبی اقیانوسی براق بودند ولی در دههٔ ۱۹۵۰ و در خلال جنگ کره، رنگ آن‌ها به خاکستری روشن و سفید تغییر داده شد. در سال ۱۹۶۷ نیروی هوایی آمریکا رنگ اسکایریدرهای خود را با افزودن سایه‌های سبز و برنزه به طرح رنگ نیروی دریایی تغییر رنگ داد.
این هواپیما در جنگ کره و ویتنام به کار گرفته شد و ممهمترین هواگرد پشتیبانی نزدیک هوایی نیروی هوایی آمریکا و نیروی هوایی جمهوری ویتنام در جنگ ویتنام بود. این هواپیما در اواسط دههٔ ۱۹۶۰ در ناوهای هواپیمابر بزرگ جای خود را به گرومن ای-۶ اینترودر داد، ولی در ناوهای هواپیمابر کوچکتر کلاس اسکس همچنان به کار برده می‌شد.
اسکایریدر دارای هفت ورژن اصلی بود. ای دی-۱ و سپس ای دی-۲ و ای دی-۳ که دارای بهینه سازی‌های جزئی بود. سپس ای دی-۴ با موتور نیرومندتر آر-۳۳۵۰-۲۶دبلیوای. ای دی-۵ ورژن دو سرنشینه با اتاقک‌های خلبان پهلو به پهلو که ورژن ای دی-۵ان آن که چهارسرنشینه بود و برای انجام عملیات در شب طراحی شده بود نیز ساخته شد. ای دی-۶ ورژن بهینه سازی شدهٔ دی-۴بی برای بمباران از رتفاع پایین و آخرین ورژن، ورژن ای دی-۷دی بود که با موتور آر-۳۳۵۰-۲۶دبلیوبی بهینه‌سازی شده بود.
علاوه بر خدمت در جنگ کره و ویتنام به عنوان یک جنگندهٔ تهاجمی، اسکایریدر به عنوان هواپیمای پیش اخطار ناونشین جایگزین گرومن تی بی ام-۳دبلیو اونجر شد.
تولید اسکایریدر در سال ۱۹۵۷ به پایان رسید و مجموعاً ۳۱۸۰ فروند از این هواپیما تولید شد. در سال ۱۹۶۲ ای دی‌های باقی‌مانده به‌ای-۱دی و ای وای-۱جی تغییر نام دادند.

## تاریخچهُ عملیات

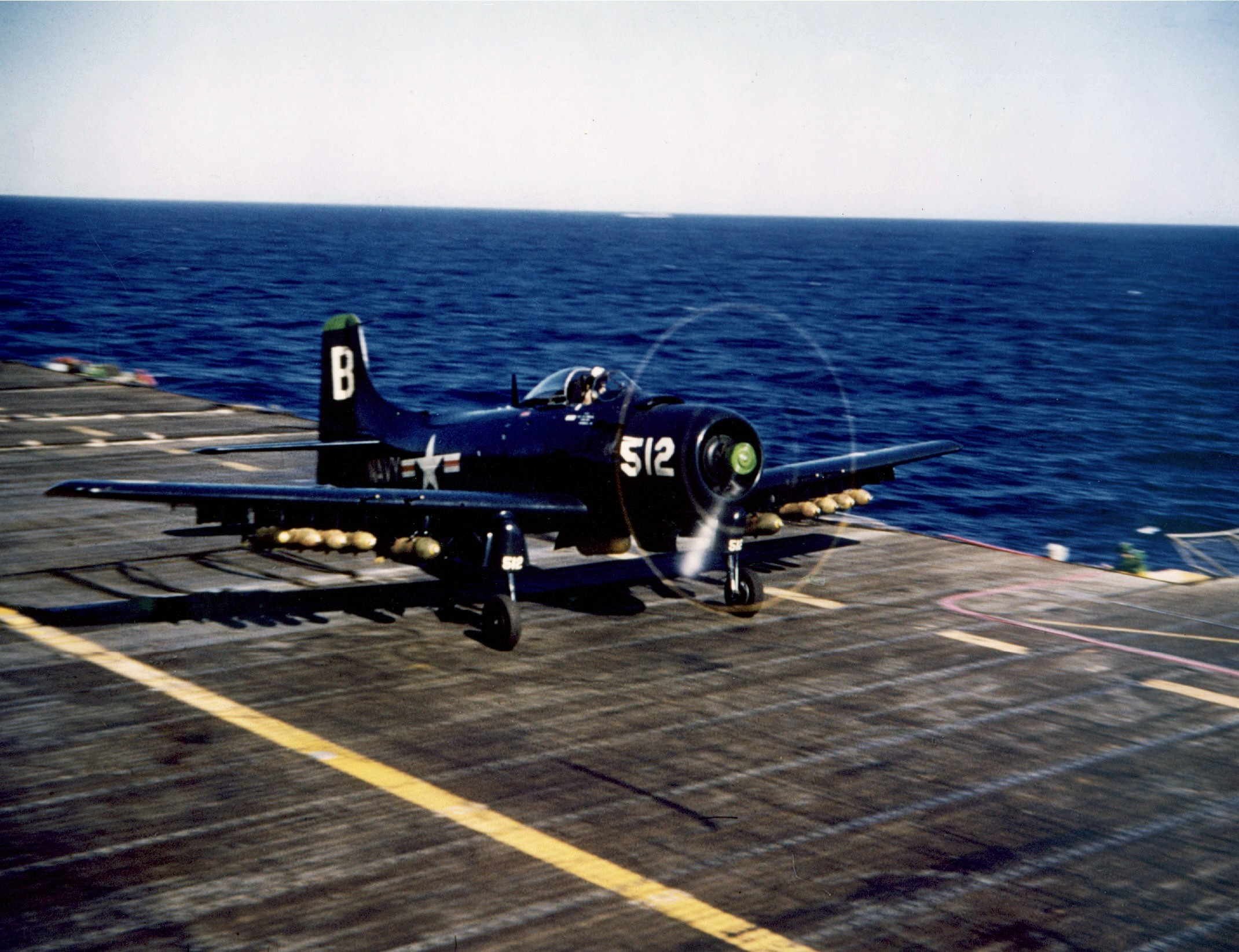
یک فروند ای دی-۴، سال ۱۹۵۲ در خلال جنگ کره

### جنگ کره
اسکایریدر برای جنگ جهانی دوم خیلی دیر تولید شده بود، ولی در جنگ کره(۱۹۵۳-۱۹۵۰) استخوان بندی نیروی دریایی و تفنگداران نیروی دریایی آمریکا بود. میزان حمل سلاح و مدت زمان ده ساعتهٔ پرواز این هواپیما آن را نسبت به جت‌های زمان خود برتری می‌داد. در تاریخ ۲ می۱۹۵۱ اسکایریدرها تنها هواپیماهای اژدرافکن جنگ بودند.
در تاریخ ۱۶ ژوئن ۱۹۵۳ اسکایریدر یک فروند هواپیمای دوبالهٔ شوروی به نام پلیکارپف ۲ را سرنگون کرد که این پیروزی تنها پیروزی قابل استناد این هواپیما در نبردهای هوایی این جنگ بود. ای دی ۳ان و ای دی۴ان دارای بمب و فلر برای انجام عملیات در شب بودند و ای دی‌های مجهز به رادار دارای سیستم اختلال در رادار دشمن نیز بودند.
در خلال جنگ کره اسکایریدرها فقط در نیروی دریایی و تفنگداران دریایی آمریکا کار می‌کردند و معمولاً دارای رنگ آبی دریایی تیره بودند و نیروهای دشمن آن را هواپیمای آبی می‌نامیدند. ۱۲۸ فروند اسکایریدر نیروی دریایی و تفنگداران دریایی در جنگ کره از دست رفت. از این تعداد ۱۰۱ فروند آن در نبرد و ۲۷ فروند آن در سوانحج نابود شد.

### رویداد کثی پسیفیک
در تاریخ ۲۶ ژوئیه ۱۹۵۴ دو فروند اسکایریدر از ناوهای هواپیمابر یواس اس فیلیپین سی و هورنت هنگام جستجو برای بازماندگان هواپیمای مسافربری کثی پسیفیک که سه روز پیش از آن به وسیلهُ لا-۹های جمهوری خلق چین سرنگون شده بود، دو فروند لا-۹ را سرنگون نمودند.

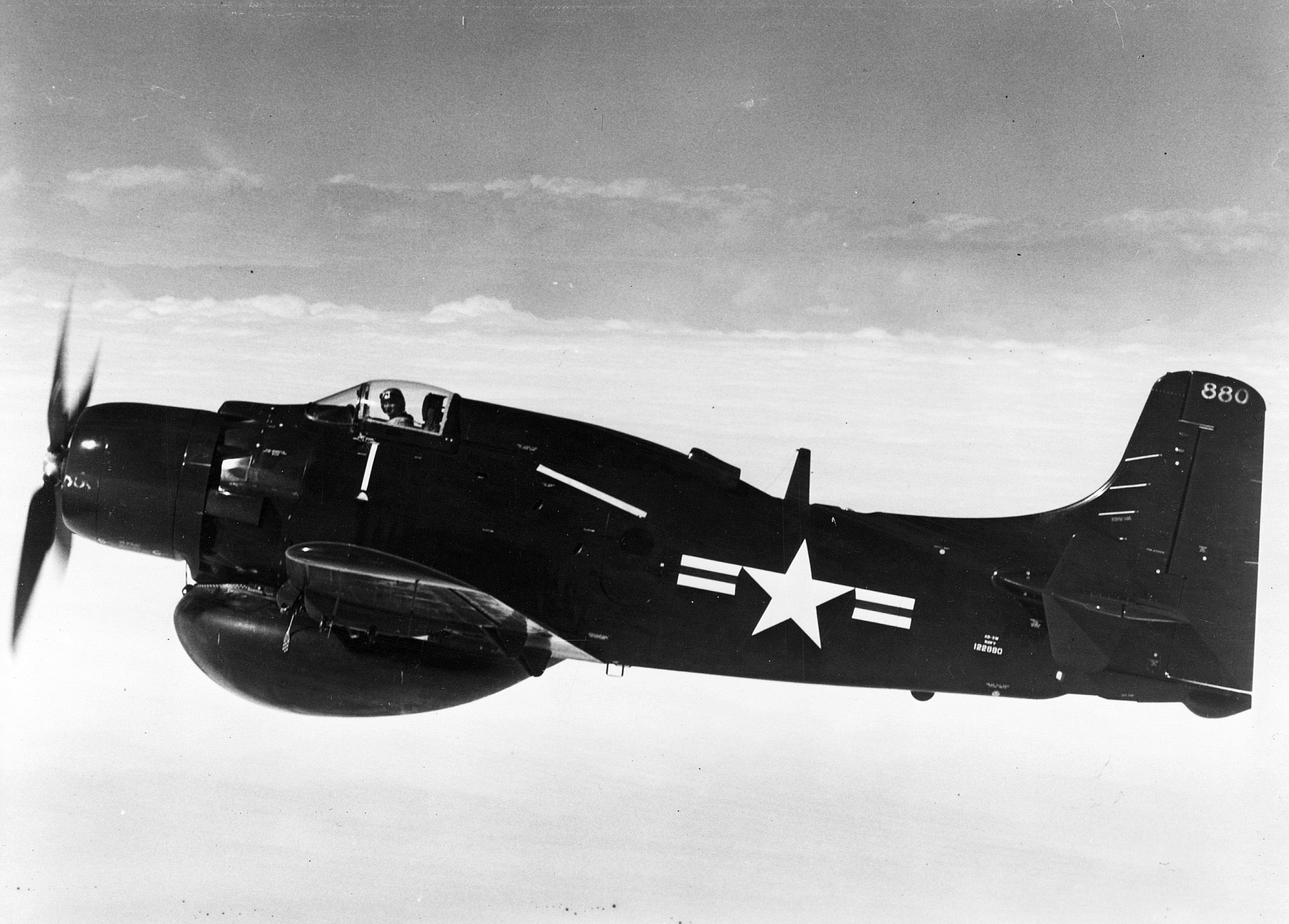
ای دی-۳دبلیو

### جنگ ویتنام
اسکایریدر ناوهای هواپیمابر یواس اس کانستلیشن و تیکوندروگا در تاریخ ۵ اوت ۱۹۶۴ در نخستین حملات نیروی دریایی آمریکا به ویتنام شمالی شرکت کردند. این حمله در قالب عملیات پیرس ارو در پاسخ به رویداد خلیج تنکین بود. در این عملیات به انبار سوخت وین حمله شد. یک فروند اسکایریدر در این عملیات به وسیلهٔ پدافند هوایی آسیب دید و یک فروند دیگر سرنگون و خلبان آن کشته شد.
در خلال جنگ اسکایریدرهای نیروی دریایی دو فروند میگ-۱۷ نیروی هوایی ویتنام شمالی را در تاریخ ۲۰ ژوئن ۱۹۶۵ و ۹ اکتبر ۱۹۶۶ سرنگون کردند. در تاریخ یکم فوریهُ ۱۹۶۶ یک فروند از این هواپیما هنگام انجام مأموریت آسیب جدی دید و مجبور شد در لائوس فرود اضطراری نماید.
در تاریخ ۱۰ مارس ۱۹۶۶ و یکم سپتامبر ۱۹۶۸ ای-۱ها در مأموریت‌های نجات شرکت داشتند که خلبانان این دو ای-۱ به خاطر انجام موفقیت‌آمیز مأموریت مدال افتخار دریافت نمودند.
نیروی هوایی آمریکا ۲۰۱ فروند و نیروی دریایی آمریکا ۶۵ فروند را به دلایل مختلف در جنوب شرقی آسیا از دست دادند. از این ۲۶۶ فروند ای-۱ پنج فروند با موشک‌های زمین به هوا و سه فروند در نبردهای هوایی سرنگون شدند. از این سه فروند دو فروند آن به وسیلهُ میگ-۱۷های ویتنام شمالی یکی در تاریخ ۲۹ آوریل ۱۹۶۶ و دومی در تاریخ ۱۹ آوریل ۱۹۶۷ سرنگون گردید. این ای-۱ آخرین اسکایریدری بود که در جنگ از دست رفت و اندکی پس از آن ای-۶ اینترودر، ای-۷ کرسر ۲ و ای-۴ اسکایهاوک جانشین اسکایریدرها شدند.
ای-۱ اسکایریدر جنگندهٔ پشتیبانی نزدیک هوایی نیروی هوایی ویتنام جنوبی در خلال جنگ ویتنام نیز بود. نیروی دریایی آمریکا چندین فروند اسکایریدر را در سپتامبر ۱۹۶۰ به نیروی هوایی ویتنام جنوبی منتقل کردند تا جایگزین اف۸افهای قدیمی تر نیروی هوایی ویتنام جنوبی گردد. تا سال ۱۹۶۲ نیروی هوایی ویتنام جنوبی ۲۲ فروند اسکایریدر در اختیار داشت و تا ۱۹۶۸ صد و سی و یک فروند دیگر دریافت کرد. در آغاز هوانوردان نیروی دریایی آمریکا مسئول آموزش ویتنامی‌ها برای این هواپیما بودند، ولی به مرور این مسئولیت به نیروی هوایی آمریکا داده شد.
نخستین آموزش گیرندگان ویتنامی از میان خلبانان اف۸اف‌هایی که دارای ۸۰۰ تا ۱۲۰۰ ساعت پیشینهٔ پرواز بودند انتخاب شدند. آن‌ها نخست برای آموزش به کرپوس کریستی تگزاس و سپس به لومور کالیفرنیا منتقل شدند.
در خلال جنگ نیروی هوایی ویتنام مجموعاً ۳۰۸ فروند اسکایریدر دریافت نمود.

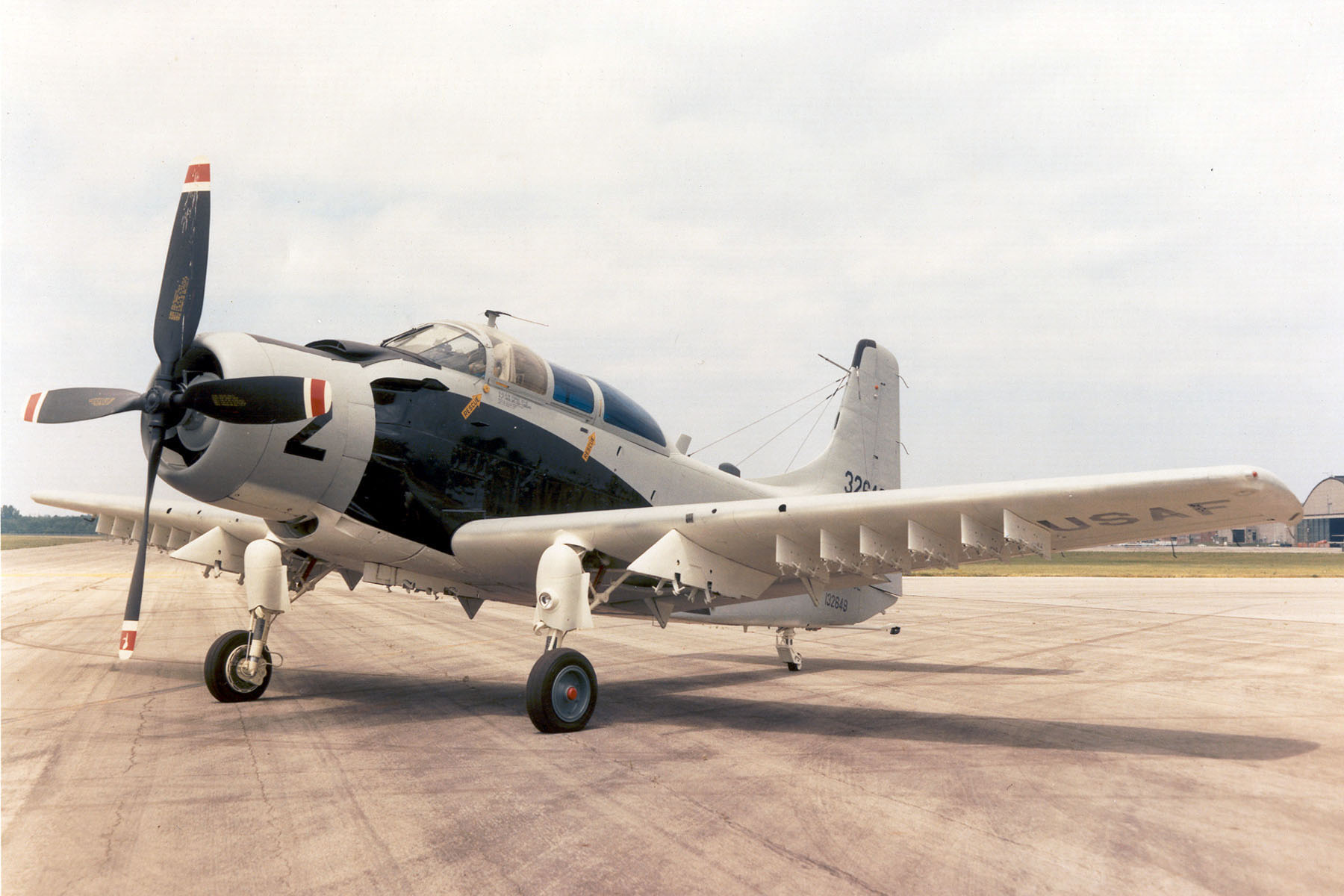
ای-۱ئی در موزه

پس از این که آمریکا به درگیری خود در جنگ ویتنام پایان داد باقی‌ماندهٔ اسکایریدرها به ویتنام جنوبی منتقل شدند و تا سال ۱۹۷۳ همهٔ اسکایریدرها به ویتنام جنوبی منتقل شده بود.

## بریتانیا
نیروی دریایی بریتانیا ۵۰ فروند ای دی-۴دبلیو پیش اخطار در چاچوب برنامهٔ همکاری نظامی در سال ۱۹۵۱ دریافت نمود.

## سوئد
چهارده فروند اسکایریدر از بریتانیا خریداری شد و بین سال‌های ۱۹۶۲ تا ۱۹۷۴ به خدمت گرفته می‌شد. بعداً همهٔ تجهیزات نظامی این هواپیماها برداشته شد و هواپیما به عنوان هدف پرنده به وسیلهُ نیروهای نظامی سوئد به کار گرفته شد.

## فرانسه
نیروی هوایی فرانسه چندین فروند اسکایریدر در سال ۱۹۵۶ سفارش داد که در تاریخ ۶ فوریه ۱۹۵۸ تحویل گردید و جانشین ریپابلیک پی-۴۷ ثاندربولت شد.
اسکایریدرها برای مدت زمان کوتاهی در جنگ الجزایر به کار گرفته شد، ولی با وجود این یکی از موفق‌ترین جنگنده‌های فرانسه در جنگ الجزایر بود. اسکایریدر تا دهٔ ۱۹۷۰ به‌طور محدودی در خدمت فرانسه بود. اسکایریدرها در سطح گسترده‌ای در جنگ چاد ابتدا در نیروی هوایی فرانسه و سپس اسما در نیروی هوایی محلی مستقل که پرسنل آن فرانسوی بودند حضور داشت. فرانسه این هواپیما را در جیبوتی و جزیرهٔ ماداگاسکار نیز به کار برد. پس از این که فرانسه اسکایریدرهای خود را بازنشسته کرد آن‌ها را به کشورهای گابون، چاد، کامبوج و جمهوری آفریقای مرکزی فروخت.